# قلعه اوباما
قلعه اوباما (به ژاپنی: 小浜城, Obama-jō) یک قلعه ژاپنی کوهی سابق نیهون‌ماتسو، فوکوشیما، استان فوکوشیما، ژاپن بود. ویرانه های برج داخلی اکنون بخشی از یک پارک تاریخی است. داته ماسامونه یک سال را در این قلعه گذراند.